# 白喉麗體魚
白喉麗體魚，為輻鰭魚綱鱸形目隆頭魚亞目慈鯛科的其中一種，分布於中美洲墨西哥Usumacinta河流域，體長可達18.6公分，棲息在河川中底層水域，生活習性不明。

## 擴展閱讀
維基物種上的相關：白喉麗體魚